# Kolorado (stan)
Kolorado (ang. Colorado, wym. /kɒləˈrɑːdoʊ/ⓘ) – stan w środkowo-zachodniej części Stanów Zjednoczonych.
Na północy graniczy z Wyoming i Nebraską, na wschodzie z Kansas, na południu z Oklahomą i Nowym Meksykiem, a na zachodzie z Utah. Kolorado jest jednym z trzech stanów USA niemających naturalnych granic. Wyznaczają je: długość i szerokość geograficzna, a tym samym Kolorado ma kształt czworoboku. Nazwa stanu pochodzi od nazwy rzeki Kolorado; słowo colorado oznacza w języku hiszpańskim „zabarwiony”.
Kolorado jest najwyżej położonym stanem USA ze średnią wysokością 2091 m n.p.m. Największy obszar metropolitalny Denver–Aurora–Lakewood liczy 3 mln mieszkańców i jest dziewiętnastym co do wielkości w Stanach Zjednoczonych. Ponadto stan ma liczne i popularne ośrodki sportów zimowych, w Aspen, Breckenridge, Vail, Winter Park, Steamboat Springs i Crested Butte.

## Symbole stanu
- Dewiza: Nil sine numine (Nic bez opatrzności Boskiej)
- Przydomek: The Centennial State (Stan Stulecia)

Kolorado zostało nazwane Stanem Stulecia, ponieważ w 1876 roku stało się 38. stanem, 100 lat po podpisaniu przez ojców założycieli Deklaracji Niepodległości.

## Historia
Pierwotnie ziemie tego regionu były zamieszkiwane przez Indian, którzy przybyli do Kolorado wraz z końcem epoki lodowcowej. Najstarsze artefakty należące do pierwszych Indian datowane są na 11 200 lat p.n.e. Na początku XVIII wieku tereny dzisiejszego stanu Kolorado zostały opanowane przez Hiszpanów. W 1803 roku północno-wschodnia część dzisiejszego stanu została zakupiona od Francji, jako część francuskiej Luizjany. W 1848 roku południowa i zachodnia część stała się terytorium Stanów Zjednoczonych po wojnie amerykańsko-meksykańskiej. W roku 1858 odkryto złoża złota. W latach 1864–1870 trwały wojny z Indianami.
W 1967 r. Kolorado zostaje pierwszym stanem, który dekryminalizuje aborcję w wyjątkowych sytuacjach, takich jak gwałt i kazirodztwo. W 2012 roku Kolorado, razem ze stanem Waszyngton stały się pierwszymi stanami, które zalegalizowały marihuanę do użytku rekreacyjnego.

## Geografia

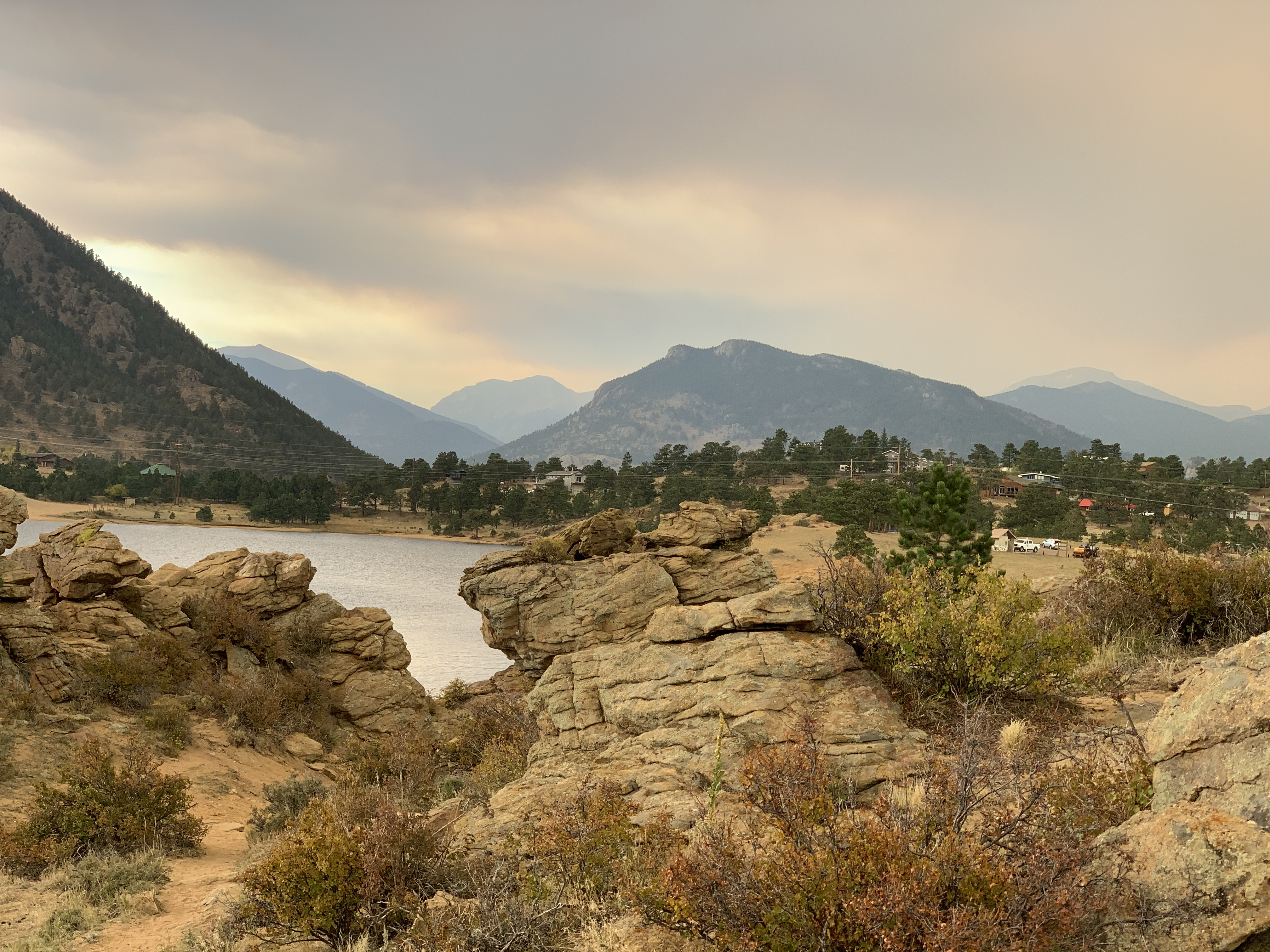
Góry w Kolorado

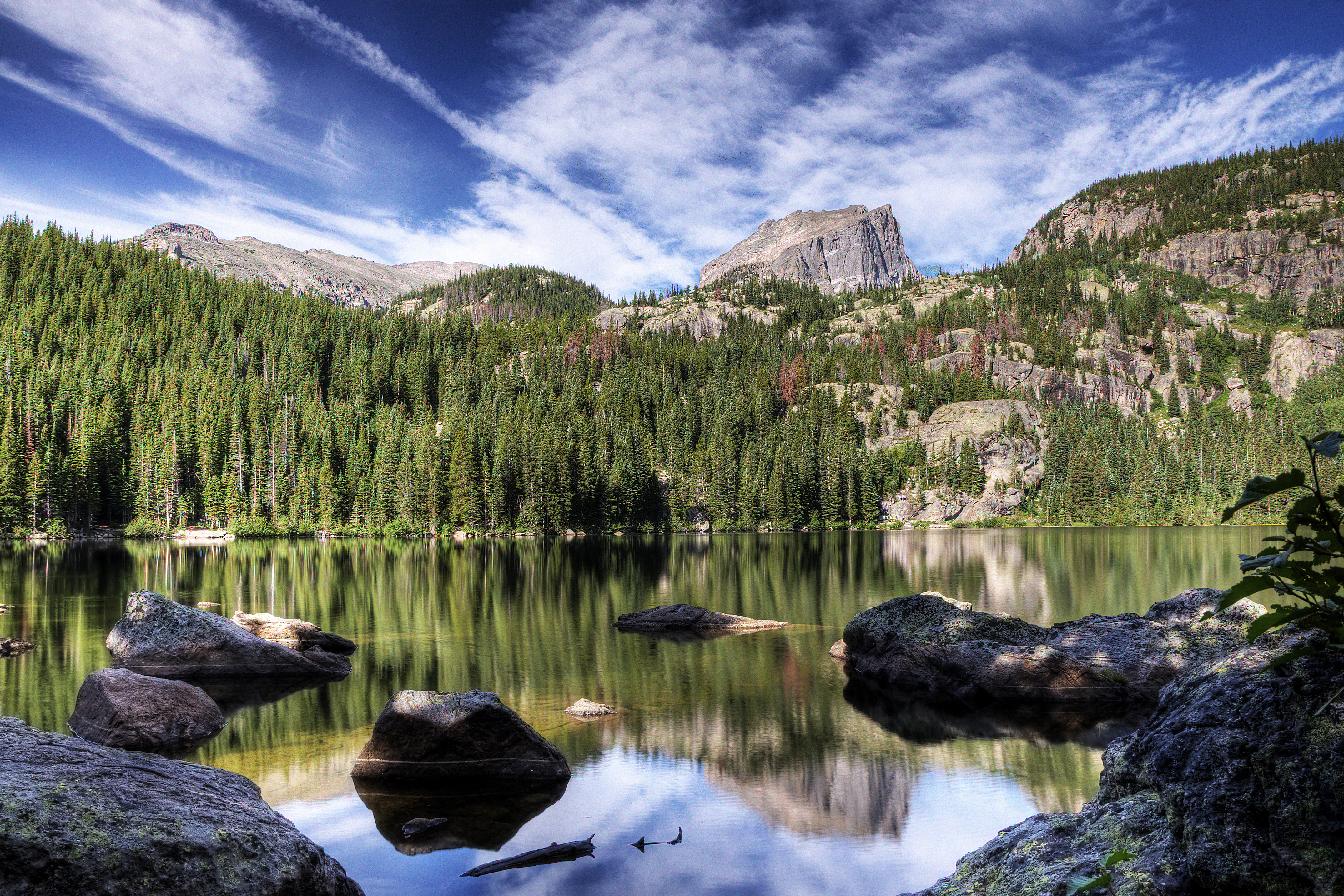
Jezioro Niedźwiedzia w Parku Narodowym Gór Skalistych

Kolorado jest wyżynno-górzystym stanem, którego średnia wysokość nad poziomem morza przekracza 2000 m. Jest też jedynym stanem, którego cała powierzchnia leży powyżej 1000 m n.p.m. Trzy czwarte powierzchni stanu to tereny wyżynne i wybitnie górzyste, obszary te leżą powyżej 1500–2000 m n.p.m. Jedynie wschodnia część jest płaska. Najwyższy szczyt Kolorado, Mount Elbert, wznosi się na 4399 m n.p.m. Zachodnią część stanu zajmują Góry Skaliste i Wyżyna Kolorado, wschodnią – obszar Wielkich Równin.
Kolorado znajduje się w strefie klimatu podzwrotnikowego kontynentalnego suchego z dużymi różnicami temperatur dnia i nocy. W górach występuje wielopiętrowość klimatyczna. Opady są niskie i wynoszą średnio od 380 do 630 mm rocznie. Wyższe opady występują w górach. Warto tu jednak zwrócić uwagę na lokalne różnice związane z ukształtowaniem terenu, gdzie górskie doliny są miejscami relatywnie suchymi. Zimy w Kolorado są śnieżne i mroźne. Lata zaś, z pominięciem obszarów górskich, są gorące i suche. W zachodniej części stanu temperatury wynoszą od 16 do 21 °C latem, choć mogą być wyższe (zależy to od wysokości nad poziomem morza oraz miejsca). W wysokich partiach gór panuje alpejski lub wręcz arktyczny klimat, co jest związane ze znacznymi wysokościami (powyżej 3000 m n.p.m.). Wschodnia część Kolorado cechuje się ekstremami termicznymi, gdzie zimą średnie wartości termiczne wynoszą kilka stopni poniżej zera, ale mogą obniżyć się do wartości od –18 °C do –23 °C. Lata są upalne, powyżej 30 °C, temperatury rzędu 35–38 °C nie należą do rzadkości. Taki rozkład temperatur związany jest z rzeźbą terenu Ameryki Północnej, co wiąże się z napływem mas powietrza – mroźnych, arktycznych zimą i gorących zwrotnikowych latem. Najwyższą temperaturę w Kolorado zanotowano 11 lipca 1888 roku i wynosiła ona 48 °C. Najniższa zanotowana temperatura z dnia 1 lutego 1985 roku wynosiła –61 °C.
Ze stanu Kolorado, a dokładnie z wysokiego pasma Gór Skalistych, wypływają większe rzeki Stanów Zjednoczonych. Są to Rio Colorado, czyli rzeka Kolorado, i Rio Grande, a także liczne dopływy Missisipi, jak rzeka Arkansas. Tym samym stan Kolorado należy do dwóch zlewisk: Oceanu Spokojnego i Zatoki Meksykańskiej (Ocean Atlantycki). W górach liczne są polodowcowe jeziora.
Roślinność zróżnicowana ze względu na rzeźbę terenu. W górach rosną lasy iglaste i wysokogórskie łąki, zaś na wschodzie suche prerie, w większości zastąpione przez pola uprawne i łąki. W południowo-zachodniej części stanu występują obszary półpustynne.
- Liczba hrabstw: 64
- Największe hrabstwo: Las Animas
- Parki narodowe:
  - Park Narodowy Black Canyon of the Gunnison
  - Park Narodowy Mesa Verde
  - Park Narodowy Gór Skalistych
  - Park Narodowy Great Sand Dunes
- Parki stanowe: 58
- Narodowe pomniki Stanów Zjednoczonych: 7
  - Hovenweep National Monument
  - Dinosaur National Monument
- National Recreation Area: 2
- National Wildlife Refuge: 8
- Szlaki historyczne
  - Santa Fe Trail
  - Continental Divide National Scenic Trail

### Miasta
Na terenie stanu Kolorado znajdują się 272 miasta (city lub town), w tym 13 o liczbie ludności przekraczającej 100 000, 51 powyżej 10 000 mieszkańców, a 150 powyżej 1000 mieszkańców (2021 r.).

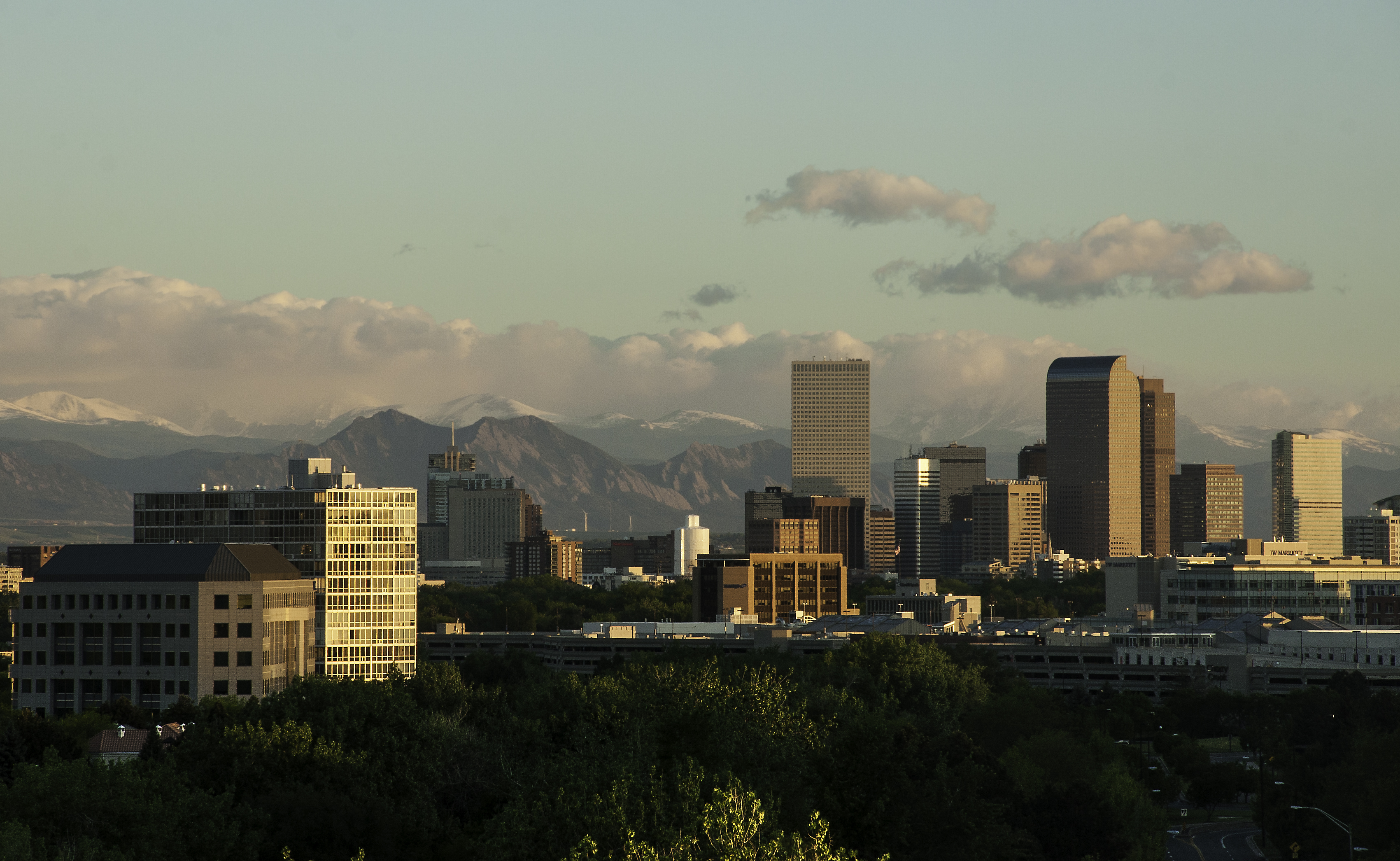
Denver, 2013

Lista miast zamieszkanych przez 5000 lub więcej osób (2021 r.):

- Denver (711 463)
- Colorado Springs (483 956)
- Aurora (389 347)
- Fort Collins (168 538)
- Lakewood (156 605)
- Thornton (142 610)
- Arvada (123 436)
- Westminster (114 561)
- Pueblo (112 368)
- Greeley (109 323)
- Centennial (106 966)
- Boulder (104 175)
- Longmont (100 758)
- Loveland (77 194)
- Castle Rock (76 353)
- Broomfield (75 325)
- Grand Junction (66 964)
- Commerce City (64 287)
- Parker (60 313)
- Littleton (45 191)
- Brighton (40 693)
- Northglenn (37 333)
- Windsor (35 788)
- Englewood (33 516)
- Wheat Ridge (32 722)
- Erie (31 686)
- Lafayette (31 002)
- Fountain (29 677)
- Evans (22 296)
- Louisville (20 975)
- Montrose (20 648)
- Golden (19 871)
- Durango (19 223)
- Johnstown (18 204)
- Cañon City (17 363)
- Firestone (17 299)
- Frederick (15 761)
- Greenwood Village (15 495)
- Lone Tree (14 206)
- Federal Heights (14 194)
- Sterling (13 739)
- Fruita (13 508)
- Steamboat Springs (13 390)
- Superior (13 271)
- Castle Pines (12 298)
- Wellington (11 722)
- Berthoud (11 717)
- Fort Morgan (11 439)
- Monument (10 859)
- Rifle (10 518)
- Glenwood Springs (10 326)
- Alamosa (9814)
- Severance (9605)
- Delta (9224)
- Craig (8969)
- Cortez (8855)
- Milliken (8696)
- Gypsum (8529)
- Trinidad (8335)
- Fort Lupton (8260)
- Lochbuie (8135)
- Woodland Park (7983)
- Timnath (7839)
- Lamar (7656)
- Eagle (7538)
- La Junta (7298)
- Aspen (6949)
- Gunnison (6695)
- Carbondale (6491)
- Dacono (6487)
- Cherry Hills Village (6353)
- Avon (6058)
- Sheridan (6035)
- Estes Park (5880)
- Eaton (5868)
- Salida (5812)
- Mead (5336)
- Brush (5296)
- Breckenridge (5024)

## Demografia

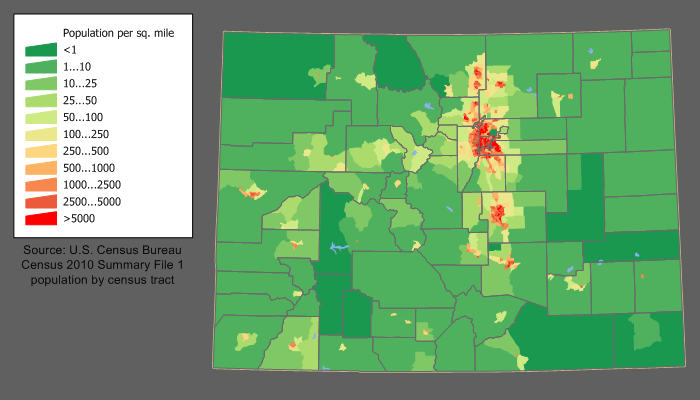
Mapa gęstości zaludnienia Kolorado

Spis ludności z roku 2020 stwierdza, że stan Kolorado liczy 5 773 714 mieszkańców, co oznacza wzrost o 744 518 (14,8%) w porównaniu z poprzednim spisem z roku 2010. Dzieci poniżej piątego roku życia stanowią 5,8% populacji, 21,9% mieszkańców nie ukończyło jeszcze osiemnastego roku życia, a 14,6% to osoby mające 65 i więcej lat. 49,6% ludności stanu stanowią kobiety.

### Język
W 2010 roku najpowszechniej używanymi językami były:
- język angielski – 83,24%,
- język hiszpański – 11,92%,
- język niemiecki – 0,62%.

### Rasy i pochodzenie
Według danych pięcioletnich z 2023 roku, 73,5% mieszkańców stanowiła ludność biała (65,7% nie licząc Latynosów), 12,7% miało rasę mieszaną, 4% to czarnoskórzy Amerykanie lub Afroamerykanie, 3,2% Azjaci, 1% rdzenna ludność Ameryki, 0,15% to Hawajczycy i mieszkańcy innych wysp Pacyfiku. Latynosi stanowią 22,2% ludności stanu.
Największe grupy stanowią osoby pochodzenia niemieckiego (17,7%), meksykańskiego (15,8%), angielskiego (12,1%), irlandzkiego (10,9%), włoskiego (4,8%) i afroamerykańskiego. Istnieją także duże grupy osób pochodzenia „amerykańskiego” (210,5 tys.), szkockiego lub szkocko–irlandzkiego (201,9 tys.), europejskiego (nieokreślonego) (190,4 tys.), francuskiego (155,3 tys.), polskiego (137,3 tys.), hiszpańskiego (123,3 tys.), szwedzkiego (117 tys.) i norweskiego (112,4 tys.)

### Religia
Dane z 2014 r.:
- chrześcijaństwo – 64%:

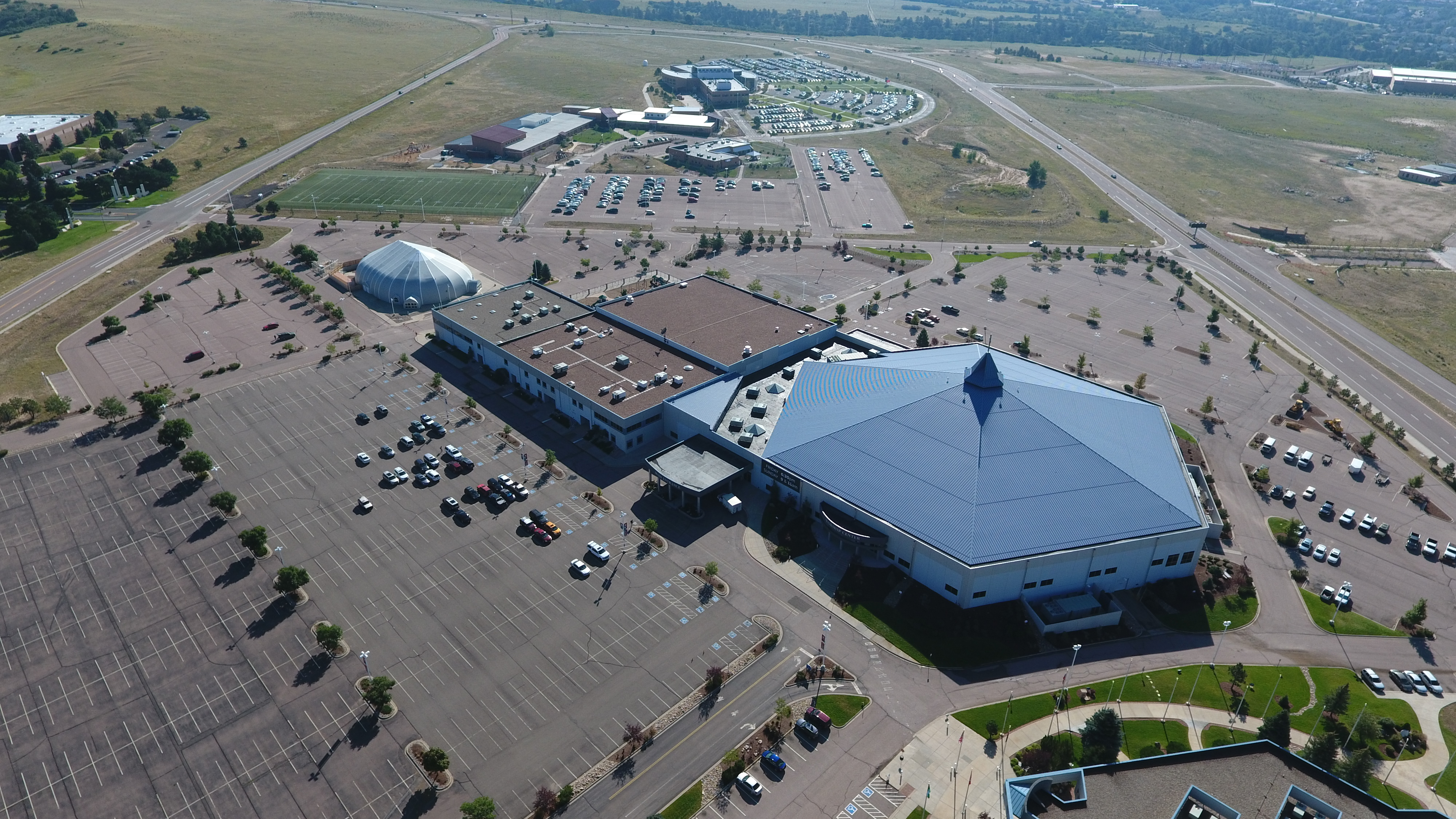
Teren bezdenominacyjnego megakościoła New Life Church w Colorado Springs

  - protestanci ewangelikalni – 26% (gł.: bezdenominacyjni, baptyści i zielonoświątkowcy)[19],
  - katolicy – 16%,
  - protestanci głównego nurtu – 15% (gł.: metodyści, kalwini i luteranie)[20],
  - mormoni – 3%,
  - historyczni czarni protestanci – 2%,
  - pozostali – 2% (w tym: świadkowie Jehowy, prawosławni i irwingianie)
- brak religii – 29% (w tym: 5% agnostycy i 4% ateiści),
- pozostałe religie – 7% (w tym: buddyści, żydzi, muzułmanie, unitarianie uniwersaliści, scjentyści, wyznawcy New Age, hinduiści, bahaiści, sikhowie i taoiści[21]).

## Gospodarka
Produkt krajowy brutto Kolorado w 2015 roku osiągnął wartość 288,8 mld USD, co uplasowało stan na 19. miejscu w Stanach Zjednoczonych. Roczny wzrost PKB w 2016 roku wyniósł 2,0%, co było wartością ponadprzeciętną w Stanach Zjednoczonych (średnia dla wszystkich stanów w 2016 roku wyniosła 1,5%). W przeliczeniu na głowę mieszkańca w 2016 roku PKB wyniósł 52 975 USD, co uplasowało stan na 16. miejscu spośród amerykańskich stanów (średnia krajowa w 2016 wyniosła 50 577 USD).

### Przemysł i bogactwa naturalne
Wiele firm i przedsiębiorstw ma w stanie Kolorado swe siedziby, a najbardziej znane z nich są podane w poniższej tabeli. Główne uprawy rolne to: kukurydza, pszenica, buraki cukrowe, jęczmień, ziemniaki, jabłka, brzoskwinie. Można tu też znaleźć wielkie hodowle bydła, owiec i drobiu. Wydobywa się uran i molibden.
| Największe przedsiębiorstwa mające siedzibę w Kolorado | Gałąź przemysłu              |
| ------------------------------------------------------ | ---------------------------- |
| Quark Inc.                                             | komputerowy                  |
| J.D. Edwards                                           | komputerowy                  |
| Janus Capital Group                                    | usługi inwestycyjne          |
| RE/MAX                                                 | nieruchomości                |
| EchoStar Communications Corporation                    | elektroniczny, komunikacyjny |
| Newmont Corporation                                    | wydobywczy, górnictwo        |
| Coors Brewing Company                                  | browarnictwo                 |
| Vail Resorts                                           | wyciągi narciarskie          |
| Aspen Skiing Company                                   | wyciągi narciarskie          |

## Uczelnie
- Colorado State University
- University of Colorado at Denver(inne języki)
- University of Colorado at Boulder
  - Joint Institute for Laboratory Astrophysics
- University of Northern Colorado(inne języki)
- Colorado College(inne języki)
- University of Denver
- United States Air Force Academy
- Colorado School of Mines